# Microdata (HTML)
Microdata is een HTML-specificatie van Web Hypertext Application Technology Working Group (WHATWG), gebruikt om metadata te embedden in bestaande content op websites. Zoekmachines, webcrawlers en webbrowsers kunnen informatie verkrijgen van een website en het dan verwerken voor een betere ervaring voor de gebruiker. Zoekmachines profiteren hiervan door directe toegang tot de geordende data, omdat het hun de mogelijkheid geeft de content op websites te begrijpen en daardoor betere resultaten te geven aan gebruikers. Microdata gebruikt een ondersteunde woordenschat om een item te beschrijven en naam-waardeparen om waarden te geven aan de eigenschappen hiervan. Microdata is een poging om te zorgen voor een simpelere manier van het annoteren van HTML-elementen met machineleesbare tags, vergelijkbaar met RDFa en microformats.
Omdat het de W3C HTML Working Group in 2013 niet lukte iemand te vinden als editor voor de Microdata HTML-specificatie, werd de ontwikkeling gestopt met een "Opmerking". Echter, na die tijd zijn er twee nieuwe editors geselecteerd en zijn vijf nieuwere versies van de werkende concepten gepubliceerd.

## Woordenschat
Microdata-woordenschatten kunnen geen semantiek of de betekenis van een item bieden. Webontwikkelaars kunnen een eigen woordenschat ontwerpen of een woordenschat van het web gebruiken. Een verzameling van een vaak gebruikte mark-upwoordenschat is gegeven door Schema.org schema's met onder andere: Persoon, "Plaats", Gebeurtenis, Organisatie, Product, Review, Review-aggregaat, Breadcrumb, Aanbieding, Aanbieding-aggregaat. De website schema.org was opgericht door zoekmachinebedrijven als Google, Microsoft, Yahoo! en Yandex, die allemaal microdata mark-up gebruiken voor het verbeteren van resultaten.
Voor sommige doeleinden is een ad-hoc woordenschat voldoende. Voor andere zal een woordenschat moeten worden ontworpen. Waar mogelijk worden auteurs aangemoedigd om een woordenschat te hergebruiken, omdat dit het makkelijker maakt content te hergebruiken. 

## Lokalisatie
Soms moeten zoekmachines voor specifieke regio's lokaal-specifieke extensies voor microdata geven. Bijvoorbeeld: Yandex, een grote zoekmachine in Rusland, ondersteund microformats als hCard (bedrijf contact informatie), hRecipe (recept voor eten), hReview (reviews) en geeft een eigen format voor het definiëren van de termen van encyclopedische artikelen. Deze extensie was gemaakt om de transliteratieproblemen op te lossen tussen Cyrillische en Latijnse alfabetten. Na de invoer van extra parameters van Schema's woordenschat, werd de indexatie van informatie in Russische websites beter.

## Globale attributen
- itemscope – Creëert het item en geeft aan dat afstammelingen van dit element er informatie over bevatten.
- itemtype – Een geldige URL van een vocabulaire die het item en zijn eigenschappencontext beschrijft.
- itemid – Geeft een unieke identificatie van het item aan.
- itemprop – Geeft aan dat de bevattende tag de waarde van de opgegeven stemeigenschap bevat. De naam en de waardecontext van de eigenschap worden beschreven door het vocabulaire van het item. Eigenschappenwaarden bestaan meestal uit tekenreekswaarden, maar kunnen ook URL's gebruiken met behulp van het a element en het bijbehorende href kenmerk, het img element en het bijbehorende src kenmerk, of andere elementen die linken naar externe bronnen of deze insluiten.
- itemref – Eigenschappen die geen afstammelingen zijn van het element met het kenmerk itemscope kunnen met dit kenmerk aan het item worden gekoppeld. Biedt een lijst met element-ID's (geen itemid 's) met aanvullende eigenschappen ergens anders in het document.
- datetime – Geeft de datum of duur aan zoals gespecificeerd door de ISO 8601-norm.

## Voorbeeld
De volgende HTML5-markup kan gevonden worden op een typische "Over mij"- of "Over"-pagina die informatie over het persoon bevat.
```
<
section
>
 Hallo, mijn naam is John Doe, ik ben een onderzoeksassistent afgestudeerd aan de Universiteit van Dromen.
Mijn vrienden noemen me Johnny.
Je kunt mijn homepage bezoeken op 
<
a
 
href
=
"http://www.example.com/~JohnnyD"
>
www.example.com/~JohnnyD
</
a
>
.
Ik woon op 1234 Peach Drive, Warner Robins, Georgia.
</
section
>

```

Hier is dezelfde mark-up met Microdata van Schema.org:
```
<
section
 
itemscope
 
itemtype
=
"https://schema.org/Person"
>
 
	Hallo, mijn naam is 
	
<
span
 
itemprop
=
"name"
>
John Doe
</
span
>
, 
	ik ben een 
	
<
span
 
itemprop
=
"jobTitle"
>
onderzoeksassistent afgestudeerd aan de
</
span
>
 
	
<
span
 
itemprop
=
"affiliation"
>
Universiteit van Dromen
</
span
>
. 
	Mijn vrienden noemen me 
	
<
span
 
itemprop
=
"additionalName"
>
Johnny
</
span
>
. 
	Je kunt mijn homepage bezoeken op 
	
<
a
 
href
=
"http://www.example.com/~JohnnyD"
 
itemprop
=
"url"
>
www.example.com/~JohnnyD
</
a
>
. 
	
<
section
 
itemprop
=
"address"
 
itemscope
 
itemtype
=
"https://schema.org/PostalAddress"
>

		Ik woon op 
		
<
span
 
itemprop
=
"streetAddress"
>
1234 Peach Drive
</
span
>
,
		
<
span
 
itemprop
=
"addressLocality"
>
Warner Robins
</
span
>
,
		
<
span
 
itemprop
=
"addressRegion"
>
Georgia
</
span
>
.
	
</
section
>

</
section
>

```

Zoals hierboven laat zien, Microdata-items kunnen genest zijn. In dit geval is een item met het type PostalAddress genest in een item met het type Person.
De volgende tekst laat zien hoe Google de Microdata krijgt van de code van hierboven. Ontwikkelaars kunnen websites testen met Microdata met Googles Rich Snippet Testing Tool. 
```
Item
  Type: 
https://schema.org/Person

  name = John Doe
  jobTitle = afgestudeerd onderzoeksassistent
  affiliation = Universiteit van Dromen
  additionalName = Johnny
  url = 
http://www.example.com/~JohnnyD

  address = Item(1)
Item 1
  Type: 
https://schema.org/PostalAddress

  streetAddress = 1234 Peach Drive
  addressLocality = Warner Robins
  addressRegion = Georgia
```

Dezelfde machineleesbare termen kunnen niet alleen worden gebruikt in HTML Microdata, maar ook in andere annotaties zoals RDFa of JSON-LD in de markup, of in een extern RDF-bestand in een serialisatie als RDF/XML, Notation3 of Turtle.

## Ondersteuning
- Servers: Google kan microdata gebruiken in zijn resultatenpagina's. Het was het geprefereerde fragmentformaat voor het sociale netwerk Google+.
- Browsers: Vanaf juli 2021, ondersteunt geen enkele grote browser de Microdata DOM API. Opera ondersteunde het vanaf 11.60 (uitgebracht in 2011), maar heeft sindsdien de toepassing verwijderd. Firefox heeft het verwijderd in versie 49.